# Goetz (Stany Zjednoczone)
Goetz – miasto w Stanach Zjednoczonych, w stanie Wisconsin, w hrabstwie Chippewa.